# 투르크메니스탄 항공의 운항 노선
투르크메니스탄 항공은 다음과 같은 노선을 운항하고 있다.(2015년 9월 기준).

## 운항 노선

### 아시아

#### 동아시아
- 중화인민공화국
  - 베이징 - 베이징 서우두 국제공항
  - 우루무치 - 우루무치 디워푸 국제공항 화물

#### 동남아시아
- 태국
  - 방콕 - 수완나품 국제공항

#### 남아시아
- 인도
  - 델리 - 인디라 간디 국제공항
  - 뭄바이 - 차트라파티 시바지 국제공항
  - 암리차르 - 스리구람 다스지 국제공항

#### 서남아시아
- 사우디아라비아
  - 제다 - 킹 압둘아지즈 국제공항
- 아랍에미리트
  - 아부다비 - 아부다비 국제공항
  - 두바이 - 두바이 국제공항

#### 중앙아시아
- 투르크메니스탄
  - 아시가바트 - 아시가바트 공항 허브
  - 발카나바트 - 발카나바트 공항
  - 다쇼구즈 - 다쇼구즈 공항
  - 마리 - 마리 공항
  - 투르크메나바트 - 투르크메나바트 공항
  - 투르크멘바시 - 투르크멘바시 공항
- 카자흐스탄
  - 알마티 - 알마티 국제공항

### 유럽

#### 서유럽
- 영국
  - 런던 – 런던 히드로 국제공항
  - 버밍엄 – 버밍엄 공항
- 프랑스
  - 파리 – 파리 샤를 드 골 국제공항
- 독일
  - 프랑크푸르트 – 프랑크푸르트 국제공항

#### 남유럽
- 튀르키예
  - 앙카라 - 에센보아 국제공항
  - 이스탄불 – 이스탄불 공항

#### 동유럽
- 러시아
  - 모스크바 – 도모데도보 국제공항
  - 상트페테르부르크 – 풀코보 국제공항
  - 카잔 - 카잔 국제공항
- 벨라루스
  - 민스크 – 민스크 국제공항
- 체코
  - 브르노 – 브르노-투라니 공항 화물

### 북아메리카
- 미국
  - 뉴욕 - 존 F. 케네디 국제공항

## 과거 취항지

### 아시아

#### 동아시아
- 일본
  - 도쿄도 - 도쿄 국제공항

#### 동남아시아
- 말레이시아
  - 쿠알라룸푸르 - 쿠알라룸푸르 국제공항

#### 남아시아
- 파키스탄
  - 카라치 - 진나 국제공항

#### 서남아시아
- 아르메니아
  - 예레반 - 츠바르트노츠 국제공항
- 이란
  - 테헤란 - 테헤란 메흐라바드 국제공항
  - 마쉬하드 - 마쉬하드 국제공항
  - 테헤란 - 테헤란 이맘 호메이니 국제공항
  - 타브리즈 - 타브리즈 국제공항
- 오만
  - 무스카트 - 무스카트 국제공항

#### 중앙아시아
- 타지키스탄
  - 두샨베 - 두샨베 국제공항

### 유럽

#### 남유럽
- 튀르키예
  - 이스탄불 – 아타튀르크 국제공항

#### 동유럽
- 라트비아
  - 리가 – 리가 국제공항
- 우크라이나
  - 키예프 – 보리스필 국제공항
  - 도네츠크 – 도네츠크 국제공항
  - 리비프 – 리비프 다닐로 로마노비치 국제공항